# 慢性刺激口腔潰瘍
慢性刺激口腔潰瘍（まんせいしげきこうくうかいよう）とは、口腔内における潰瘍で、持続的な刺激に起因するものである。
持続的な刺激としては、乳歯の萌出、不適切な補綴物や義歯、不正咬合などがあげられる。

## 種類
一般に、下記のような疾患がある。
- 褥創性潰瘍
- リガ・フェーデ病
- ベドナーアフタ